# 안율
안율(본명: 안율, 한국 한자: 安律, 2010년 1월 2일(양력 1월 2일) ~ )은 대한민국의 남자 아이돌 가수이다.

## 학력
- 인천숭의초
- 인천남중 → 서울성서중

## 텔레비전 프로그램

### 방송
| 연도   | 기간                 | 방송사  | 제목                | 역할   | 장르 | 비고      |
| ------ | -------------------- | ------- | ------------------- | ------ | ---- | --------- |
| 2021년 | 4월 13일 ~ 6월 19일  | MBN     | 《보이스킹》        | 출연자 | 예능 | 출연 탈락 |
| 2021년 | 10월 7일 ~ 10월 21일 | TV 조선 | 《내일은 국민가수》 | 출연자 | 예능 | 예선 탈락 |
| 2022년 | 1월 17일 ~ 7월 11일  | TV 조선 | 《개나리학당》      | 출연자 | 예능 | 고정 출연 |
| 2023년 | 4월 20일 ~           | MBN     | 《불타는 장미단》   | 출연자 | 예능 | 고정 출연 |
| 2024년 | 11월 22일 ~          | SBS     | 《유니버스 리그》   | 출연자 | 예능 | 참가자    |